# Marcel E. Grancher
 (juillet 2025).
Si vous disposez d'ouvrages ou d'articles de référence ou si vous connaissez des sites web de qualité traitant du thème abordé ici, merci de compléter l'article en donnant les références utiles à sa vérifiabilité et en les liant à la section « Notes et références ».
Pour les articles homonymes, voir Grancher.
Œuvres principales
- 5 de campagne (1938)
- Le Charcutier de Mâchonville (1942)

Marcel E. Grancher (forme américanisée de son patronyme Marcel Étienne Grancher) est un journaliste et écrivain français, né en 1897 à Lons-le-Saunier (Jura) et mort en 1976 à Nice.

## Biographie
Marcel Grancher a passé toute sa jeunesse à Lyon où ses parents se sont établis en 1901. Employé en soieries, il est mobilisé en 1916 pour participer à la Grande Guerre. Gravement blessé le 19 septembre 1918 par un éclat d'obus, il est médaillé militaire et décoré de la croix de guerre. Sa convalescence achevée, il part pour l'Extrême-Orient où il séjourne deux ans pour le compte d'une entreprise de soierie lyonnaise. De retour en France, il entre au journal Le Salut public et commence une carrière de journaliste puis d'écrivain. Installé à Paris, il y publie son premier roman Cerf sœurs, drapiers qui sort en 1929. Il rencontre des écrivains établis comme Pierre Mac Orlan, Francis Carco, Roland Dorgelès et l'écrivain lyonnais Henri Béraud, tout en liant une amitié durable avec d'autres lyonnais « exilés » au nombre desquels Henry Clos-Jouve ou Pierre Scize. Curnonsky, le « Prince des gastronomes » est également au nombre de ces heureuses rencontres qui perdureront. 
De retour à Lyon au début des années 1930, il fonde les Éditions Lugdunum et le journal La Semaine à Lyon qui deviendra un an plus tard Le Mois à Lyon. Son œuvre littéraire s'enrichit de plusieurs livres consacrés au monde de l'automobile ou à sa ville de Lyon, et de romans tels que Shanghaï, Au Mal-assis, Via Suez, avant que, comme beaucoup de ses camarades de la Grande Guerre, il publie en 1938 un récit en grande partie autobiographique : 5 de campagne, qui lui vaut le prix Courteline.
À la même époque, il engage pour son journal un jeune homme qui rêve de faire du journalisme. Présenté par son oncle qui travaille dans le garage où Grancher remise sa voiture, Frédéric Dard, commence là une longue carrière.
La Seconde Guerre mondiale et la défaite de la France puis l'occupation de la zone nord amènent alors vers Lyon tout un monde de journalistes et d'écrivains qui trouvent auprès de Marcel Grancher, qu'ils ont appris à connaître à Paris, un ami sûr qui organise pour eux un accueil des plus chaleureux et conviviaux. Il saura les accompagner tout au long de la guerre, plusieurs d'entre eux étant publiés aux Éditions Lugdunum vendues entre-temps à son ami Henry Clos-Jouve.
Marcel Grancher écrit alors des romans truculents et foncièrement « gais » : Le Charcutier de Mâchonville, paru en 1942, lui assure une renommée nationale, à l'égal des succès de son alter ego, Gabriel Chevallier. 
Connu pour ses sentiments gaullistes, qui lui valent rapidement quelques ennuis sérieux avec la puissance occupante arrivée en zone libre depuis fin 1942, il juge bon de se mettre au vert pour les mois qui suivent tout en participant activement avec son ami Pierre Scize à la presse clandestine opposée au Régime de Vichy et à l'occupation allemande. 
La Libération arrive et les émigrés parisiens regagnent la capitale ; Grancher repart s'établir à Paris.
Vers la fin des années 1940, il découvre la collection de romans policiers Série noire des Gallimard et se lance alors dans le polar parodique avec des titres comme Pas de bégonias pour Madame Dugommier (1950), Ce mec est contagieux (titre inspiré du roman de Peter Cheyney Cet homme est dangereux ), Douze souris et un Auvergnat, Baisse sur le poulet... 
Suivent encore des pastiches de romans historiques : Poil au bilboquet, Si tu veux faire mon bonheur, voire de politique-fiction avec Quand les Russes seront là !..., Quand les Chinois s'épanouiront... ou Quand nous l'aurons dans le cubain....
Ses derniers livres font une large part à la gastronomie et aux vins de France, ainsi qu'à ses souvenirs couvrant un demi-siècle. Il a publié au total une centaine de titres.

## Distinctions
- Croix de guerre 1914-1918
- Médaille militaire
- Officier de l'Instruction publique
- Officier du Nichan Iftikhar
- Chevalier de la Légion d'honneur

## Publications
(liste partielle)
- Pour faire du cinéma (en collaboration avec René Ginet [2]), 1927
- Mirage d’Asie (en collaboration avec Jean d'Agraives), 1927
- La Princesse aux dragons verts (en collaboration avec Jean d'Agraives), 1928
- Cerf-Sœurs, drapiers, 1929
- Le Conteur de vitesse, 1930
- Shanghai, 1930
- Nuits de Lyon, 1931
- Lyon de mon cœur, 1932
- La Soierie meurt…, 1933
- Célibataires, 1934
- Au Mal-Assis, suivi de l'Etalon, 1934
- Via Suez, 1935
- Lyon, capitale mondiale de la gastronomie (avec Curnonsky), 1935
- L’Envers de la course, 1935
- Le Conteur de tours, 1936
- Lyon la Cendrée, 1937
- « Mes 400 000 km » (Souvenirs de François Lecot[3]), 1937
- 5 de campagne, 1938
- Dombes, 1939
- Fascicule bleu, 1940
- Vingt ans chez Calixte, 1940
- Reflets sur le Rhône, 1941
- Le Charcutier de Mâchonville, 1942 (adapté au cinéma par Vicky Ivernel)
- Le Bistrot du porc, 1944
- Sous le pavillon noir, 1944
- La Tortue tranquille, 1946
- Au temps des pruneaux, 1946
- La Fille au Condor, 1946
- Ketty de Singapore, 1947
- La Nuit du Manneken-Pis, 1947
- Le Conteur de nuit, 1948
- Feysse sur Mer, 1948
- Quartiers de Lyon, 1949
- Trabadja la moukère, 1949
- Pas de bégonias pour Madame Dugommier, 1950
- Ce mec est contagieux !, 1951
- Marie Trouducoeur, 1951
- Douze souris et un Auvergnat, 1951
- 50 ans à table, souvenirs gastronomiques, 1952[4]
- La Rouquine du Lac, 1952
- Denise mène les bœufs, 1953
- Tartempion (avec Frédéric Dard), 1953
- La Famille thuyoo de poel, 1953
- La Dame au fez rose, 1954
- Le Temps des colonels, 1955
- 60 ans d’âge, 1956
- De vigne en bouche, 1957
- Les Filles de la Rochelle, 1958
- L'Abominable Fille de joie, 1959
- Baisse sur le poulet, 1960
- Aux 6 F…, 1961
- Une fille des Dombes, 1962
- Quand la soif s’apaise…, 1962
- Motel meublé,1963
- Le Gratte-ciel de Mâchonville, 1964
- La Fin des haricots, 1964
- Le Dictionnaire des pêcheurs et des chasseurs, 1965
- Conseils aux enfants d’un certain âge…, 1966
- Le Chinois à l'Eau-De-Vie, 1966
- Zéro de conduite, 1967
- Les Ballets roses de Mâchonville, 1968
- De Courteline à Curnonsky, 1969
- Adieu Mâchonville !.., 1974
- La Gueule et le… Reste, 1975

## Prix et distinctions
- Grand Prix Littéraire de Lyon pour Via Suez (1936)
- Prix Courteline pour 5 de campagne (1938)